# Meigenielloides cinerea
Meigenielloides cinerea là một loài ruồi trong họ Tachinidae.